# Herrschaft Bruch

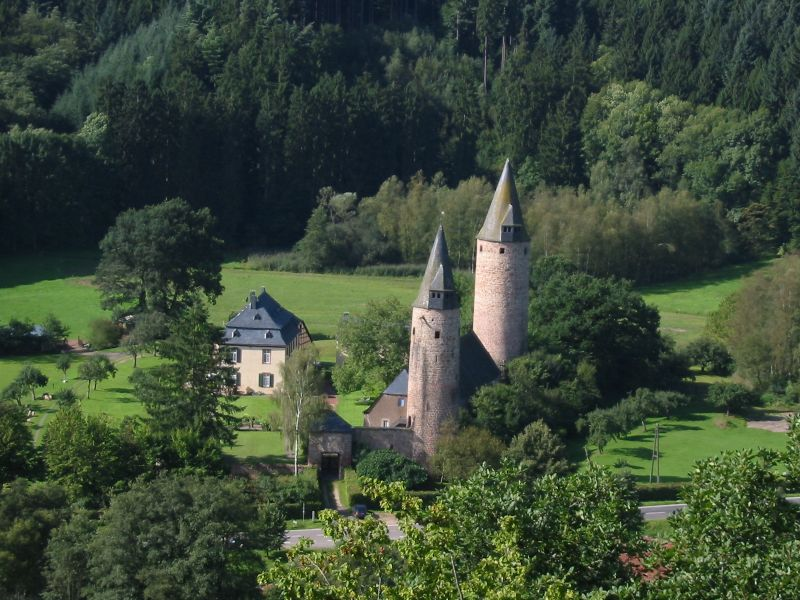
Burg Bruch

Die Herrschaft Bruch war ein Territorium im Herzogtum Luxemburg, das bis zum Ende des 18. Jahrhunderts bestand. Namensgebend war die Burg Bruch, die in der heutigen Ortsgemeinde Bruch im Landkreis Bernkastel-Wittlich in Rheinland-Pfalz liegt.

## Zugehörende Ortschaften
- Bann Bruch: Teil des Dorfes Bruch mit dem Schloss Bruch
- Bann Dörbach: Teil des Dorfes Dörbach
- Bann Gladbach: das Dorf Gladbach
- Bann Greverath: das Dorf Greverath
- Bann Speicher: das Dorf Speicher mit der Laymühle und der Speicherer Mühle sowie das Dorf Beilingen
- Meierei Heidweiler: die Dörfer Heidweiler, Dierscheid, Dodenburg mit der gleichnamigen Burg, Heckenmünster mit dem Hof Kalberg, Niersbach mit dem Hof Wenzelhausen

Die Herrschaft Bruch war Teil des luxemburgischen Verwaltungsbezirks Quartier Bitburg. Die jeweils anderen Teile der Dörfer Bruch und Dörbach gehörten zum Kurfürstentum Trier (Amt Wittlich).

## Geschichte
Die Herrschaft Bruch, urkundlich erstmals im Jahr 1374 erwähnt, war um die Wende des 16. und 17. Jahrhunderts eine Zeit lang im Besitz des Erzstifts Trier, welches auch die Lehenshoheit darüber besaß. Um 1655 ging die Herrschaft vom Grafen von Criechingen an Wolfgang Heinrich von Metternich-Bourscheid über und kam 1690 über eine Erbtochter an den Freiherrn von Kesselstadt. Die Landeshoheit hatte das Herzogtum Luxemburg.
Im Jahr 1794 hatten französische Revolutionstruppen die Österreichischen Niederlande, zu denen das Herzogtum Luxemburg gehörte, besetzt und im Oktober 1795 annektiert. Unter der französischen Verwaltung wurde das Gebiet dem Kanton Dudeldorf im Departement der Wälder zugeordnet.
Heute gehören alle Ortschaften mit Ausnahme von Beilingen und Speicher zum Landkreis Bernkastel-Wittlich; Beilingen und Speicher gehören heute zum Eifelkreis Bitburg-Prüm.